# ای‌ان‌ان
ای‌ان‌ان (انگلیسی: All-Nippon News Network) شرکت رسانه‌ای ژاپنی است، که در سال ۱۹۷۰ تأسیس شد.